# Municipio de Cedarbend
El municipio de Cedarbend (en inglés: Cedarbend Township) es un municipio ubicado en el condado de Roseau en el estado estadounidense de Minnesota. En el año 2010 tenía una población de 221 habitantes y una densidad poblacional de 2,37 personas por km².

## Geografía
El municipio de Cedarbend se encuentra ubicado en las coordenadas 48°50′35″N 95°25′5″O / 48.84306, -95.41806. Según la Oficina del Censo de los Estados Unidos, el municipio tiene una superficie total de 93.21 km², de la cual 93,21 km² corresponden a tierra firme y (0 %) 0 km² es agua.

## Demografía
Según el censo de 2010, había 221 personas residiendo en el municipio de Cedarbend. La densidad de población era de 2,37 hab./km². De los 221 habitantes, el municipio de Cedarbend estaba compuesto por el 95,02 % blancos, el 1,81 % eran amerindios y el 3,17 % eran de una mezcla de razas. Del total de la población el 1,81 % eran hispanos o latinos de cualquier raza.